# Fylkesväg 854
Fylkesväg 854 (norska: Fylkesvei 854) är en primär fylkesväg i Målselvs kommun i Troms fylke i norra Norge som går mellan orterna Rundhaug och Målsnes. Exklusive den kortare sträcka som är gemensam med Europaväg 6 är vägen 44,5 kilometer lång och asfalterad. Den passerar bland annat genom tätorten Moen.

## Anslutningar
Fylkesväg 854 ansluter till:
- Fylkesväg 87 (vid Rundhaug)
- Europaväg 6 (vid Moen)